# Dunakeszi koncertfúvósok
Dunakeszi Koncertfúvósok Dunakeszin működő fúvószenekar.

## Története
A zenekar 1972-ben kezdte meg működését, mint a Zeneiskola 20 fős fúvósegyüttese. A Dunakeszi Fúvószenekari Egyesület 1990-ben alakult meg azzal a céllal, hogy városuk és környéke zenei életét elősegítse, lehetőséget adjon a zeneiskola tanulóinak, hogy mind az alapképzés ideje alatt, mind annak befejeztével aktívan, rendszeresen és színvonalasan zenélhessenek.
Az együttes 40 főből áll. Mivel a gyarapodó létszámú zenekart, melynek tagjait túlnyomórészt nagykorúak alkotják, a zeneiskola már nem tudta befogadni, 2006 júniusában a Dunakeszi VOKE József Attila Művelődési Központban találtak új otthonra. 2006 szeptemberében az egyesület közhasznúvá vált. Az egyesület elnöke Rácz Emilia, művészeti vezetője és egyben – a kezdetektől – karmestere Tóth Ferenc.
A zenekar eljutott Németországba, Olaszországba, Lengyelországba, Belgiumba, Dániába, Izraelbe, Romániába (Erdélybe) és Kínába. Vendégül láttak zenekarokat Németországból, Olaszországból, Belgiumból, Dániából, Izraelből, Erdélyből, Spanyolországból, Svájcból, Japánból, Svédországból és az Amerikai Egyesült Államokból.
1994 tavaszán a Magyar Rádió 6-os stúdiójában 40 perces demo felvételt készítettek, 2000 januárjában, az együttes megalakulásának 10. évfordulója alkalmából pedig CD lemezt. 2008 májusában készült el stúdió CD-jük, melyre az elmúlt 18 évből kerültek fel zeneszámok. 2013 júniusában a Bartók Rádió 6-os stúdiójában ismét CD lemezt készítettek.
Az együttes repertoárja hagyományos és kortárs fúvószenekari darabokból, népszerű musical átiratokból és könnyűzenei számokból áll. Egyházi műsoraikat a helyi templomokban mutatják be. Térzenéiket nemzeti ünnepeinken és egyéb városi rendezvényeken adják, megalapozva a jó hangulatot. Nagy hangsúlyt fektetnek nemzeti zenekultúránk ápolására, annak hazai és külhoni terjesztésére.
Szinte a kezdetektől műsoron tartanak zenekari kíséretes szólódarabokat. Szólistáik voltak a zeneiskola tanárai, később a zenekar kiemelkedő képességű tagjai, és az út a hivatásos szólistákig, művészekig vezetett.

## Sikereik, különleges fellépéseik
- 1993: Veszprém I. Országos zeneiskolai Zenekarok Fesztiválja: „A legjobb szólista és az azt kísérő zenekar” oklevél
- 1993: A Fúvószenekarok VIII. Országos minősítésén koncert- és show-zenekari kategóriában „Aranydiploma”
- 1994: XX. Siklósi Fúvószenekari Fesztivál és Verseny II. helyezés
- 1994: Rehlingen Nemzetközi Fesztivál
- 1995: Nerpelt-i Nemzetközi Verseny I. helyezés
- 1996: Habsburg esküvő
- 1998: Singen Nemzetközi Fesztivál
- 1999: Rastatt Nemzetközi Fesztivál
- 2000: Nemzetközi Fúvószenekari Fesztivál Dunabogdány, I. helyezés
- 2004-2005-2006. Bartók Rádió 6-os stúdió, rádiófelvétel
- 2008: III. Fringe Fesztivál - Szakmai különdíj
- 2008: Nyár a Lánchídon
- 2008: Megyeri híd hivatalos megnyitója
- 2011. A Fúvószenekarok XII.  Országos Minősítésén, "C" kategóriában, Koncertfúvós „Aranydiploma”, Show- és Szórakoztató zene "„Kiemelt Aranydiploma”.